# Економіка Угорщини
Угорщина — індустріально-аграрна країна. 

## Загальна інформація

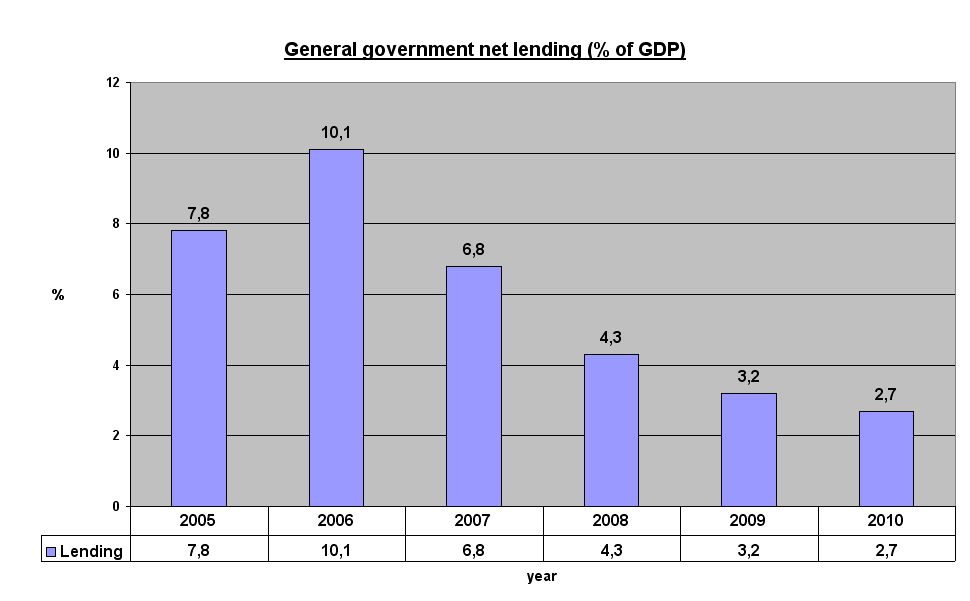
Графік 2005–2010.

Основні галузі промисловості: гірнича, металургія, конструкційних матеріалів, харчова, текстильна, хімічна (особливо фармацевтична), моторобудівна. Головний транспорт: залізничний, автомобільний, річковий (по р. Дунай). Будапешт — центральний вузол транспортної системи Угорщини. Будапештські летовища Феріхедь-1 і Феріхедь-2 обслуговують як внутрішні, так і міжнародні авіалінії. 
Ключові промислові комплекси знаходяться в Дебрецене і Дьєре. Традиційні металургійні центри — Дунауйварош і Мішкольц. 70 % території Угорщини займають сільськогосподарські угіддя. Ліси покривають 17 % території. Головні аграрні райони країни знаходяться на рівнинах центральної і східної частин Угорщини.

## Угорщина після Другої світової війни
Протягом двох десятиріч після закінчення Другої світової війни Угорщина перетворилася з переважно аграрної країни в індустріально-аграрну країну.
У післявоєнний період основною структурною зміною в системі трудових ресурсів став перетік робочої сили з сільського господарства (в якому в 1949 працювало більше половини всіх зайнятих країни) в промисловість. У 1949–1983 число зайнятих в гірничодобувній і обробній промисловості зросло до 857 000, тоді як в сільському господарстві поменшало до 1 113 000 чоловік. Зареєстроване в 1992 число зайнятих розподілялося таким чином: 29 % — в промисловості; 15 % — в охороні здоров'я, соціальній інфраструктурі і культурі; 14 % — в сільському і лісовому господарстві; 13 % — в торгівлі; і 9 % — на транспорті і в сфері телекомунікацій. Збільшилася частка працюючих жінок: у 1949 вони становили тільки 25 % зайнятих, але в 1994 ця цифра становила 52,8 %. У другій половині 1990-х частка жінок в числі зайнятих знизилася до 49,8 %. Перехід до капіталізму на початку 1990-х років викликав різке зростання рівня безробіття: число зареєстрованих безробітних збільшилося з 79 521 чол. в 1990 до 657 331 чол. в кінці 1993. Однак починаючи з 1994 процент безробіття став знижуватися і досяг 10 % в кінці 1998.

## Економіка Угорщини в нові часи
У 1990 Угорщина почала перехід до вільної ринкової економіки. Деякі важливі економічні заходи були прийняті на початку 1990-х років, однак головні реформи почалися в 1995. Інвестиції в угорську економіку: 1995 — понад 4 млрд дол., 1996 і 1997 по 3,6 млрд дол.
У 1980 валовий внутрішній продукт (ВВП) Угорщини був приблизно еквівалентний 20 млрд дол. або близько 2000 дол. на душу населення. У кінці 1980-х років почалася стагнація ВВП, а протягом перехідного періоду 1990-х років в економіці обсяг ВВП став меншати. У 1991 ВВП був на 11,9 % нижче за рівень 1990. Надалі ВВП збільшувався.
У 1997 структура енергозабезпечення така: бл. 69,3 % — вуглеводневі джерела, 12,6 % — вугілля, 10,1 % — ядерна енергія, 7 % електроенергії імпортується, 1,0 % — деревина. Спостерігається тенденція до суттєвого збільшення частки АЕС (частка АЕС Paks у 2001 — 40 %). У 1997 Угорщина споживала 37 215 мегават годин електроенергії, 93 % які вироблялися в країні.
За даними [Index of Economic Freedom, The Heritage Foundation, U.S.A., 2001]: ВВП — $ 49,7 млрд. Темп зростання ВВП — 5,1 %. ВВП на душу населення — $4920. Прямі закордонні інвестиції — $ 890 млн. Імпорт (нафта і нафтопродукти, природний газ, текстиль і вироби з нього, залізо і сталь, машини, засоби пересування) — $ 28 млрд (г.ч. Німеччина — 28,2 %; Австрія — 9,6 %; Італія — 7,6 %; Росія — 6,5 %). Експорт (транспортні машини, одяг, взуття, хімічні продукти, ліки, нафтопродукти, залізо і сталь) — $ 26 млрд (г.ч. Німеччина — 36,6 %; Австрія — 10,6 %; Італія — 5,8 %; Нідерланди — 4,7 %).